# With U (Rain)
With U è un brano musicale del cantante sudcoreano Rain, estratto come terzo singolo dall'album Rain's World nel gennaio 2007.
Il brano fa parte anche della colonna sonora del film I'm a Cyborg, But That's OK, in cui recita Rain come protagonista. Non è stato realizzato alcun videoclip per il brano, tuttavia per promuoverlo ne è stato realizzato uno realizzato attraverso il montaggio di alcune sequenze del film I'm a Cyborg, But That's OK.

## Tracce
CD Single
1. With U - 3:45